# 马豹子
马豹子（1972年11月—），河南宝丰人，汉族，中国共产党党员。中华人民共和国政治人物、第十三届全国人民代表大会河南省代表。

## 生平
2018年，马豹子被选为河南省出席第十三届全国人民代表大会代表。